# Гетеборг (аеропорт)
Гетеборг-Ландветтер (IATA: GOT, ICAO: ESGG, швед. Göteborg-Landvetter Airport) — міжнародний аеропорт, що обслуговує область Гетеборг, Швеція. З пасажирообігом в 2017 році — 6,8 млн. пасажирів - це другий за завантаженістю аеропорт Швеції після Стокгольм-Арланда Ландветтер також є важливим вантажним аеропортом.
Аеропорт названо за містом Ландветтер, що знаходиться в муніципалітеті Гаррида. Аеропорт розташовано за 20 км ESE від Гетеборга та за 40 км (25 миль) на захід від Буросу. 
З моменту закриття аеропорту Гетеборг-Сіті це єдиний вантажний та пасажирський аеропорт міста.
Аеропорт є хабом:
- Norwegian Air Shuttle
- Ryanair
- Scandinavian Airlines
- SunClass Airlines
- TUI fly Nordic

## Історія
Аеропорт було відкрито в 1977 році.  Пасажирські рейси що раніше прямували до аеропорту Торрслан, що розташований на північ від Гетеборга, були переведені до аеропорту Ландветтер в 1977 році. В 2001 році деякі бюджетні авіалінії почали обслуговувати колишню військову базу в місті Сейве, яке було перейменовано на аеропорт Гетеборг-Сіті. Цей аеропорт був закритий взимку 2014-2015 рр.
В 2013 році міжнародний термінал був значно розширено та відкрито багато нових крамниць, а в 2014 році внутрішній та міжнародний термінал були об'єднані в один термінал.
14 квітня 2015 року компанія Swedavia оголосила про 10-річний контракт з DHL Express з будівництва нового вантажного терміналу площею 7500 м², який замінить старий площею 1700 м².

## Термінали
Аеропорт традиційно має два пасажирські термінали, проте їх було об'єднано в 2014 році. Аеропорт має вісім телетрапів на гейтах 12–17, 19 та 20, від гейтів 10–11, 18A–18H та 21C–21D прямують трансферні автобуси. Від гейту 21A/B тільки піша прогулянка до літака.
У залі очікування розташовано декілька крамниць, кав'ярень та ресторан. За 500 метрів від терміналу є готель. Зали прильоту і відльоту розташовані на одному поверсі.

## Авіалінії та напрямки, березень 2022

### Пасажирські
| Авіакомпанія                    | Пункт призначення |
| ------------------------------- | --- |
| Air Corsica                     | Сезонно: Бастія |
| Air France                      | Париж-Шарль де Голль |
| airBaltic                       | Рига |
| Austrian Airlines               | Сезонно: Відень |
| BRA Braathens Regional Airlines | Орхус, Стокгольм–Бромма, Вісбю |
| British Airways                 | Лондон–Хітроу |
| Brussels Airlines               | Брюссель |
| Corendon Airlines               | Сезонний чартер: Хургада, Шарм-ель-Шейх |
| easyJet                         | Берлін-Бранденбург |
| Eurowings                       | Дюссельдорф, Гамбург |
| Finnair                         | Гельсінкі |
| Icelandair                      | Сезонний: Рейк'явік (призупинено) |
| Iran Air                        | Тегеран–Імам Хомейні (призупинено) |
| KLM                             | Амстердам |
| LOT Polish Airlines             | Варшава–Шопен |
| Lufthansa                       | Франкфурт, Мюнхен |
| Norwegian Air Shuttle           | Аліканте, Малага |
| Nouvelair                       | Сезонний чартер: Монастір |
| Novair                          | Сезонний чартер: Ханья, Хургада, Превеза, Родос, Спліт, Закінф |
| Pegasus Airlines                | Сезонний: Анталія |
| PLAY                            | Рейк'явік (з 20 травня 2022) |
| Ryanair                         | Аліканте, Баня-Лука, Барселона, Мілан-Бергамо, Біллунн, Будапешт, Дублін, Единбург, Гданськ, Каунас, Краків, Лондон–Станстед, Малага, Манчестер, Прага, Рига Сезонно: Пальма-де-Мальорка, Піза, Відень, Задар |
| Scandinavian Airlines           | Копенгаген, Лулео, Малага, Стокгольм–Арланда, Умео Сезонний: Аліканте, Афіни, Женева, Ніцца, Естерсунд, Пальма-де-Мальорка, Пула, Спліт Сезонний чартер: Ханья, Фуертевентура, Гран-Канарія, Іракліон, Хургада, Яніна, Карпатос, Кавала, Кефалонія, Лансароте, Ларнака, Превеза, Родос, Самос, Санторіні, Скіатос, Тенерифе-Південний, Турин |
| Sunclass Airlines               | Гран-Канарія Сезонний чартер: Анталія, Банжул, Ханья, Фуертевентура, Іракліон, Ларнака, Пальма-де-Мальорка, Пхукет, Родос, Сал, Тенерифе-Південний, Варна |
| SunExpress                      | Сезонно: Анталія |
| Swiss International Air Lines   | Цюрих Сезонний: Женева |
| TUI Airways                     | Сезонний чартер: Крабі, Пхукет |
| TUI fly Nordic                  | Гран-Канарія Сезонний чартер: Анталія, Боа-Вішта, Бургас, Ханья, Даламан, Хургада, Кос, Лансароте, Ларнака, Пальма-де-Мальорка, Сал, Селен-Трюсиль, Самос, Спліт, Тенерифе-Південний |
| Turkish Airlines                | Стамбул |
| Vueling                         | Барселона Париж–Орлі |
| Widerøe                         | Берген, Осло–Гардермуен |
| Wizz Air                        | Белград, Будапешт, Гданськ, Скоп'є, Тузла Сезонний:Варшава–Шопен |

### Вантажні
| Авіакомпанія | Пункт призначення                 |
| ------------ | --------------------------------- |
| Amapola Flyg | Мальме, Еребру, Стокгольм–Арланда |

## Пасажирообіг
Див. джерело запитів Вікіданих та джерела.

## Громадський транспорт
Flygbussarna, Vy bus4you і Flixbus доставляють пасажирів до міста Гетеборг за 20 хвилин і за 30 хвилин до станції Гетеборг-Центральний. 
Flixbus і bus4you доставляють пасажирів до станції Бурос-Центральний за 30 хвилин і до станції Йончепінг-Центральний за 1 годину 45 хвилин. Västtrafik також курсує до автостанції Ландветтер, звідки можна доїхати до Гетеборга та Бороса.